# Christoph Cölestin Mrongovius

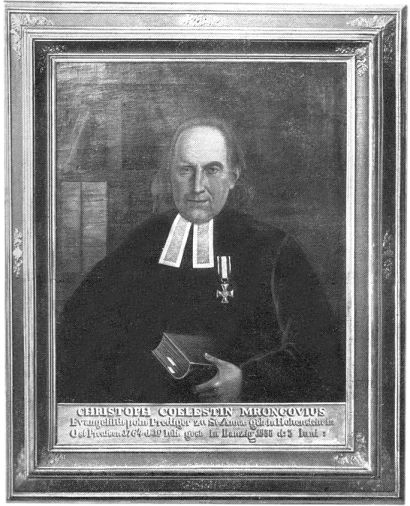
Christoph Cölestin Mrongovius

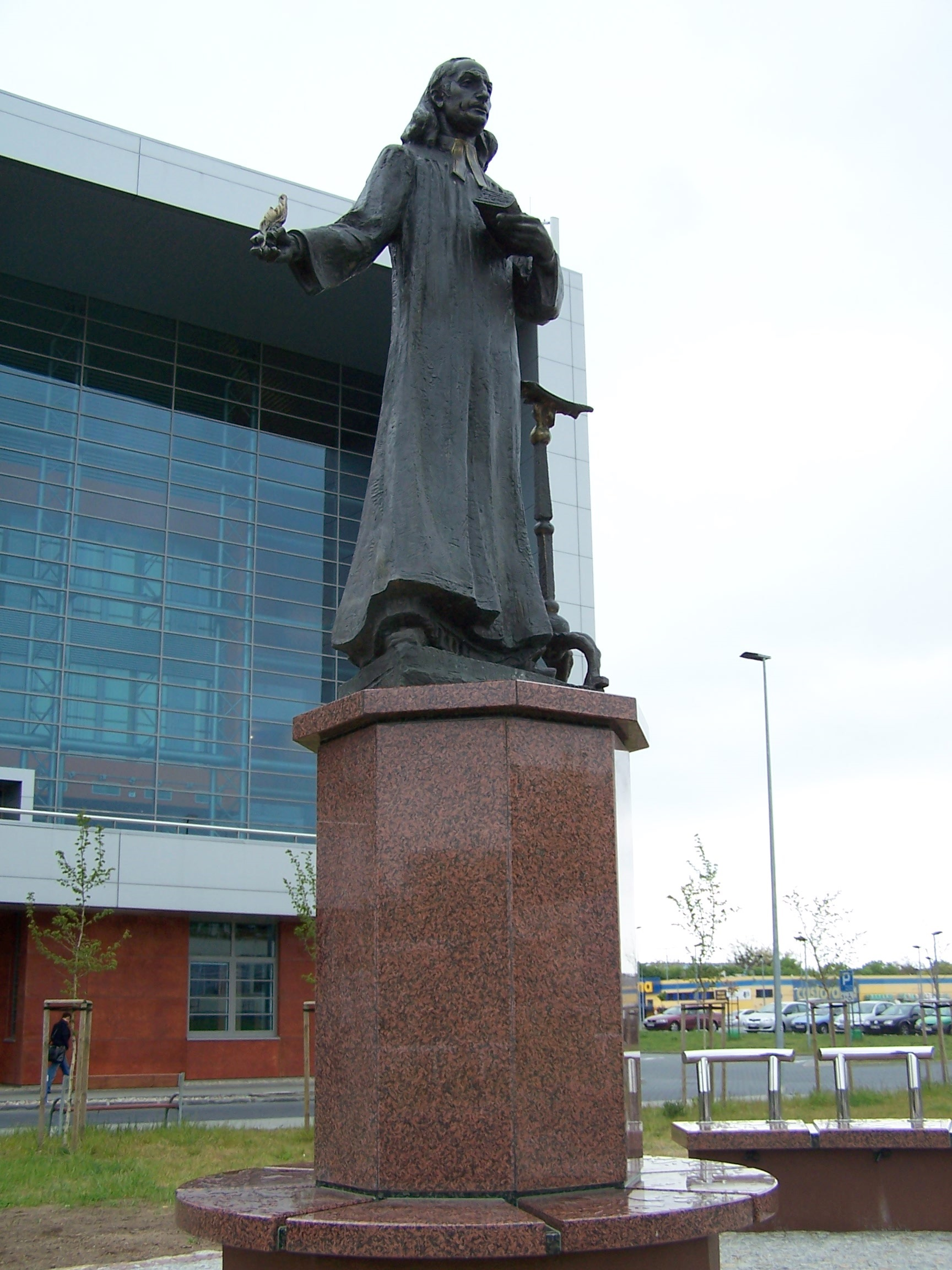
Denkmal Christoph Cölestin Mrongovius in Danzig

Christoph Cölestin Mrongovius (poln. Krzysztof Celestyn Mrongowiusz, * 19. Juli 1764 in Hohenstein im Königreich Preußen; † 3. Juni 1855 in Danzig) war ein evangelischer Pastor, Schriftsteller, Philosoph, Sprachwissenschaftler, Lehrer und Übersetzer.
Mrongovius wurde in Hohenstein bei Osterode in Ostpreußen als Sohn eines Pastors und Schulrektors geboren und wuchs in Marwalde, wohin sein Vater zwischenzeitlich gewechselt war, auf. Er ging in Saalfeld zur Schule und begann 1782 ein Studium in Königsberg, wo er Kontakt mit dem damals dort tätigen Philosophen Immanuel Kant erhielt: Mrongovius besuchte mehrere Vorlesungen Kants, u. a. über Metaphysik, Logik und Anthropologie, und verfasste Nachschriften, die z. T. noch erhalten sind. Zwischen 1790 und 1796 war Mrongovius am Collegium Fridericianum als Lehrer für die polnische und die griechische Sprache tätig.
1796 heiratete er Wilhelmina Luise Paarmann. Er übernahm 1798 in Danzig die seit der Reformation bei der evangelischen Trinitatisgemeinde angesiedelten polnischsprachige Seelsorge in der Annenkapelle, einer Kapelle des ehemaligen Franziskanerklosters. Neben seiner Pastorentätigkeit arbeitete er von 1812 bis 1817 als Gymnasiallehrer für Polnisch und gab außerdem Unterricht in den Sprachen Griechisch, Kaschubisch, Tschechisch und Russisch.
Mrongovius galt als einer der herausragenden Kenner und Verbreiter slawischer Kultur in Danzig und dem weiteren ostpreußischen Raum. Er verfasste deutsch-polnische und polnisch-deutsche Wörterbücher und schrieb 1805 eine Polnische Sprachlehre für Deutsche. Er besaß eine Sammlung von über 1000 wertvollen Büchern, darunter auch Originalmanuskripte, die heute im Besitz der Danziger Bibliothek sind.
1947 wurde die masurische Stadt Sensburg (masurisch Ządźbork) von der Volksrepublik Polen nach ihm in Mrągowo umbenannt.